# Reazione di Bosch
La reazione di Bosch è una reazione chimica tra anidride carbonica ed idrogeno che produce carbonio sotto forma di grafite, acqua e calore.
La reazione complessiva è così:
CO2(g) + 2H2(g) → C(s) + 2H2O(l)
Essa è in realtà il risultato di due reazioni. La prima è la più rapida:
CO2 + H2 → CO + H2O
La seconda controlla la velocità di reazione:
CO + H2 → C + H2O
La reazione sopra produce 2,3×103 - J per ogni grammo di carbonio prodotto a 650 °C (923 K). La temperatura della reazione va da 450 a 600 °C (da 723 a 873 K).
La reazione può essere accelerata in presenza di un catalizzatore di ferro, cobalto o nichel. Anche il rutenio può servire per accelerare la reazione. La produzione di carbonio tende a sporcare la superficie del catalizzatore, il che è dannoso per il rendimento della reazione.
La reazione di Bosch è, insieme alla reazione di Sabatier, studiata come un possibile modo per rimuovere l'anidride carbonica e generare acqua pulita a bordo di una stazione spaziale.
La reazione è anche usata per produrre grafite per il metodo del carbonio-14.
È chiamata così in onore del chimico tedesco Carl Bosch.